# Datenaustausch
Datenaustausch ist ein Begriff aus der Datenverarbeitung und steht für das Weiterleiten von Daten zwischen Organisationen und Unternehmen in zweckspezifisch standardisierter Form. Er wird zwar überwiegend im Zusammenhang mit elektronischen Verfahren verwendet, gilt aber unabhängig von der Form der Daten und der Form der Übermittlung.
Formate und Strukturen der Austauschdaten (→ Austauschformate) sind in der Regel unter der Verantwortung von Gremien, Verbänden oder sonstigen Zweckverbünden definiert und standardisiert, zum Beispiel für den Zahlungsverkehr das DTA-Verfahren der Bundesbank.
Damit soll die Erzeugung, Verteilung und Verarbeitung dieser Daten möglichst einheitlich und effizient gestaltet werden, vornehmlich in überbetrieblichen Zusammenhängen. Gegenstand des Datenaustauschs sind in den meisten Fällen Daten in elektronischer Form – die auch elektronisch übermittelt werden. Doch werden elektronische Daten auch konventionell transportiert (z. B. Einreichung einer Diskette mit Überweisungen an die Hausbank; Quelle: DTA-Verfahren). In wörtlichem Sinn ist auch das Weiterleiten konventioneller Unterlagen (wie etwa Belege / Meldedaten an bzw. von Krankenkassen) ein 'Datenaustausch' – der jedoch zunehmend durch elektronische Verfahren abgelöst wird; Beispiel siehe .

## Elektronische Verfahren
Hierbei steht Datenaustausch für den elektronischen Transport standardisierter Daten – was zwischenzeitlich 'state of the art' ist. Sie werden transferiert zwischen Systemen der elektronischen Datenverarbeitung (EDV), das sind z. B. Computer, Datenerfassungsgeräte, andere Systemkomponenten oder auch das Internet.
Zusätzlich zum Datenaustausch selbst sind ggf. Verfahren erforderlich, die die Daten in das für das Zielsystem, die Zielkomponente oder das Zielprogramm geeignete Datenformat bzw. Dateiformat umwandeln. Beispiel: Umwandlung des Datenformats ASCII nach EBCDIC.
Derartige Funktionen stellen z. B. verschiedene Dateikonverter zur Verfügung. Alternativ erfolgt die Formatanpassung in den vor und nach dem Datenaustausch beteiligten Computerprogrammen durch individuell programmierte Verfahren bzw. (häufig bei Standardsoftware anzutreffen) durch vom Hersteller bereitgestellte Exportfunktionen (vor dem Datenaustausch) bzw. Importfunktionen (nach dem Datenaustausch).